# Vincent Breet
Vincent Breet, né le 26 avril 1993 à Alberton (Gauteng), est un rameur d'aviron sud-africain.
Aux Championnats du monde d'aviron en deux sans barreur avec Shaun Keeling, il est médaillé de bronze en 2014.